# Iraks Davis Cup-lag
Iraks Davis Cup-lag styrs av irakiska tennisförbundet och representerar Irak i tennisturneringen Davis Cup, tidigare International Lawn Tennis Challenge. Irak debuterade i sammanhanget 1988,  och spelade i Asien-Oceanienzonens Grupp II åren 1988- 1990, men misslyckades med att ta sig viare båda gångerna.